# Руденський Олег Опанасович
Олег Опанасович Руденський (нар. 19 січня 1966) — радянський футболіст, що грав на позиції півзахисника. Відомий за виступами у складі команди «Прикарпаття» з Івано-Франківська, у складі якої став бронзовим призером чемпіонату УРСР.

## Клубна кар'єра
Олег Руденський розпочав займатися футболом у ДЮСШ міста Івано-Франківська, пізніше отримав запрошення продовжити навчання в республіканському спортінтернаті. У 1983 році він повернувся до рідного міста, де став гравцем основного складу команди другої ліги «Прикарпаття». У команді грав до кінця 1988 року, зіграв у її складі в чемпіонаті СРСР 90. У складі «Прикарпаття» у 1987 році Руденський став бронзовим призером чемпіонату УРСР, що розігрувався у рамках зонального турніру другої ліги. Після закінчення сезону 1988 року через конфлікт з головним тренером покинув «Прикарпаття», після чого кілька років грав у складі аматорської команди «Тепловик», а пізніше тривалий час грав у ветеранських змаганнях.